# Eilidh Doyle
Eilidh Doyle (nacida Eilidh Child, Perth, 20 de febrero de 1987) es una deportista británica que compite en atletismo, especialista en las carreras de relevos.
Participó en dos Juegos Olímpicos de Verano, obteniendo una medalla de bronce en Río de Janeiro 2016, en la prueba de 4 × 400 m, y el octavo lugar en Río de Janeiro 2016, en los 400 m vallas.
Ganó tres medallas en el Campeonato Mundial de Atletismo entre los años 2013 y 2017, y dos medallas en el Campeonato Mundial de Atletismo en Pista Cubierta, en los años 2014 y 2018.
Además, obtuvo cuatro medallas en el Campeonato Europeo de Atletismo entre los años 2014 y 2018, y cuatro medallas en el Campeonato Europeo de Atletismo en Pista Cubierta entre los años 2013 y 2019.

## Palmarés internacional
| Juegos Olímpicos                     | Juegos Olímpicos         | Juegos Olímpicos  | Juegos Olímpicos |
| Año                                  | Lugar                    | Medalla           | Prueba           |
| ------------------------------------ | ------------------------ | ----------------- | ---------------- |
| 2016                                 | Río de Janeiro (Brasil)  | Medalla de bronce | 4 × 400 m        |
| Campeonato Mundial                   |                          |                   |                  |
| Año                                  | Lugar                    | Medalla           | Prueba           |
| 2013                                 | Moscú (Rusia)            | Medalla de plata  | 4 × 400 m        |
| 2015                                 | Pekín (China)            | Medalla de bronce | 4 × 400 m        |
| 2017                                 | Londres (Reino Unido)    | Medalla de plata  | 4 × 400 m        |
| Campeonato Mundial en Pista Cubierta |                          |                   |                  |
| Año                                  | Lugar                    | Medalla           | Prueba           |
| 2014                                 | Sopot (Polonia)          | Medalla de bronce | 4 × 400 m        |
| 2018                                 | Birmingham (Reino Unido) | Medalla de bronce | 400 m            |
| Campeonato Europeo                   |                          |                   |                  |
| Año                                  | Lugar                    | Medalla           | Prueba           |
| 2014                                 | Zúrich (Suiza)           | Medalla de oro    | 400 m            |
| 2014                                 | Zúrich (Suiza)           | Medalla de bronce | 4 × 400 m        |
| 2016                                 | Ámsterdam (Países Bajos) | Medalla de oro    | 4 × 400 m        |
| 2018                                 | Berlín (Alemania)        | Medalla de bronce | 4 × 400 m        |
| Campeonato Europeo en Pista Cubierta |                          |                   |                  |
| Año                                  | Lugar                    | Medalla           | Prueba           |
| 2013                                 | Gotemburgo (Suecia)      | Medalla de oro    | 4 × 400 m        |
| 2013                                 | Gotemburgo (Suecia)      | Medalla de plata  | 400 m            |
| 2017                                 | Belgrado (Serbia)        | Medalla de plata  | 4 × 400 m        |
| 2019                                 | Glasgow (Reino Unido)    | Medalla de plata  | 4 × 400 m        |